# Alfa Romeo 8C
El nombre Alfa Romeo 8C fue utilizado en automóviles de carretera, de carreras y deportivos de la década de 1930 producidos por Alfa Romeo. El nombre 8C deriva originalmente de su motor de 8 cilindros en línea. El 8C diseñado por Vittorio Jano fue el principal motor de carreras de Alfa Romeo desde su introducción en 1931 hasta su retiro en 1939. Además de los deportivos de dos plazas, fue usado desde 1932 en adelante en el modelo de carreras P3 Monoposto "Tipo B", el primer monoplaza utilizado en una carrera de Grand Prix. En su desarrollo posterior, el motor fue usado en vehículos tales como el 6.3 L Bimotore (con dos motores) de 1935, el 3.8 L Monoposto 8C 35 Type C (también de 1935) y el Alfa Romeo 8C 2900B Miglia Spider. En 2004, Alfa Romeo hizo resurgir el nombre 8C para un prototipo de automóvil con motor V8 que en 2007 se convirtió en un modelo de producción, el Alfa Romeo 8C Competizione.

## Historia
En 1924, Vittorio Jano creó su primer motor de ocho cilindros en línea para Alfa Romeo, el 1987 cc del Alfa Romeo P2 con el cárter común y cuatro bloques de dos cilindros revestidos de acero, que ganó el primer Campeonato del Mundo en 1925. A pesar de ser un 8 cilindros en línea, la designación 8C no se utilizó.

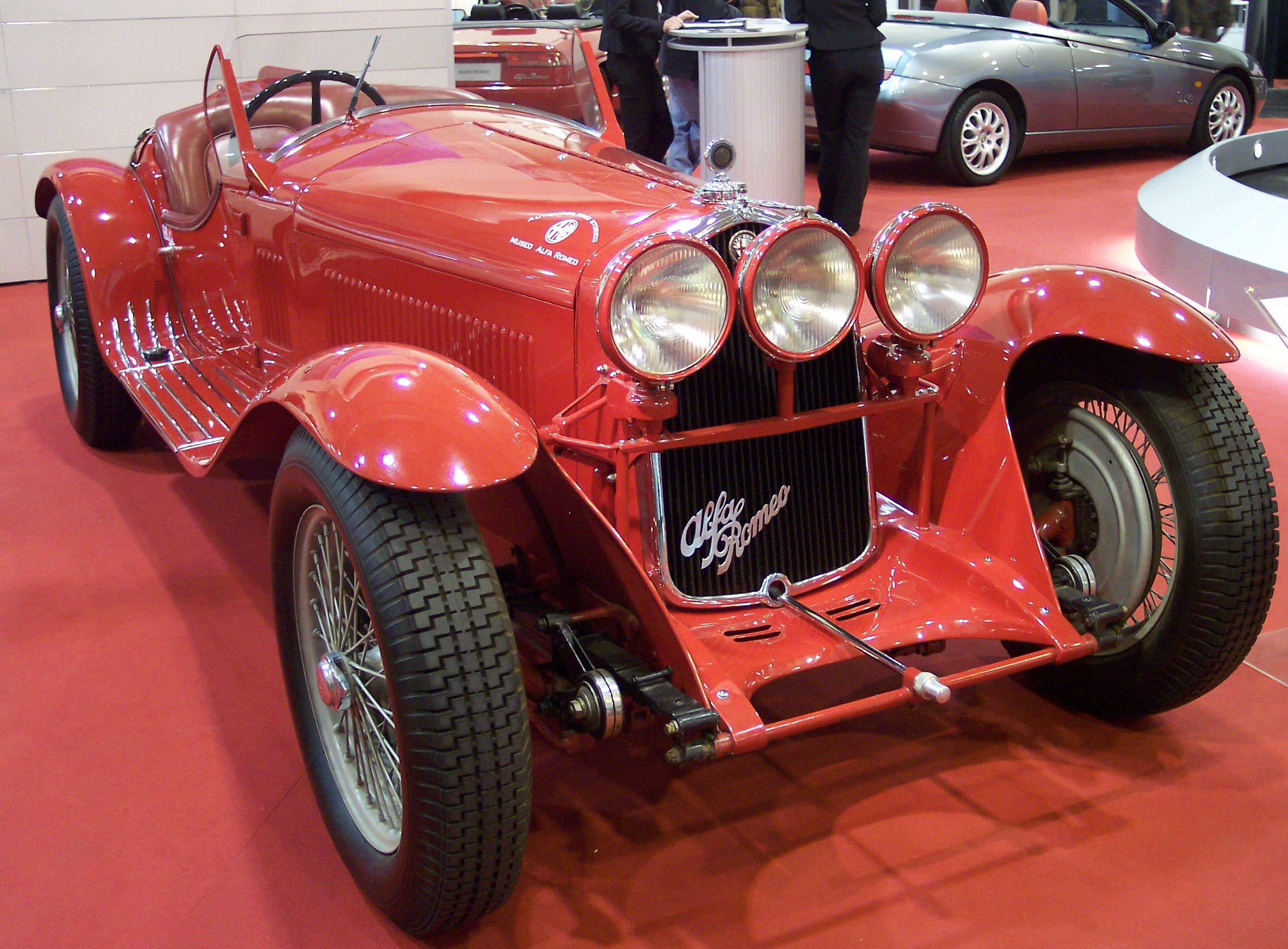
Alfa Romeo 8C 2300 Spider Corsa (1932)

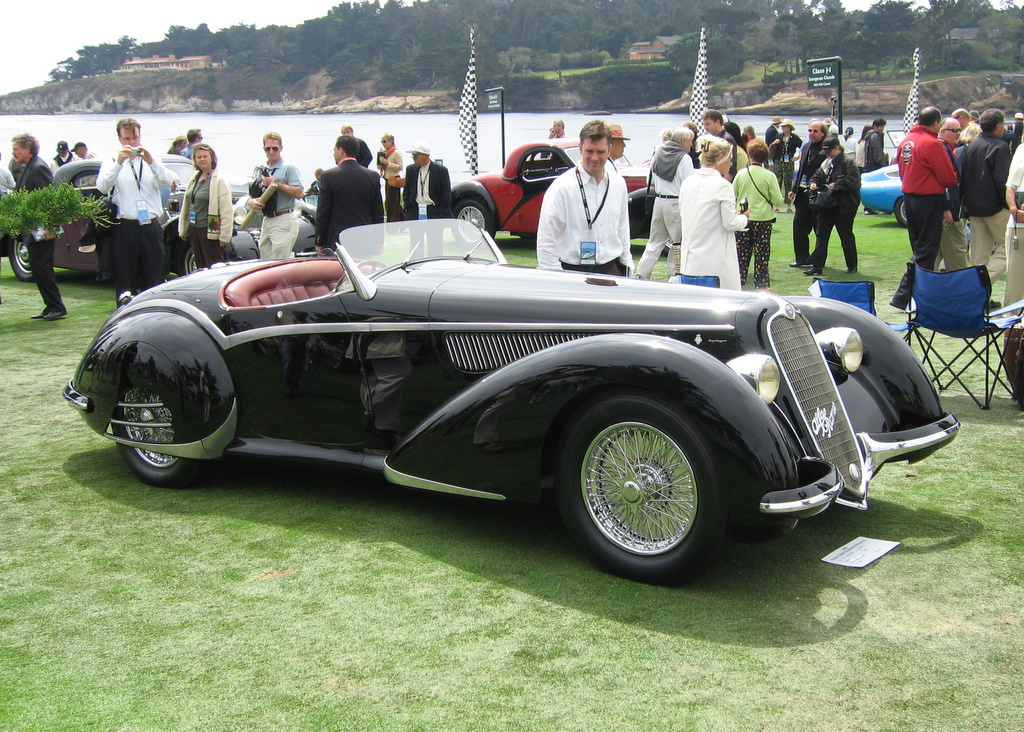
Alfa Romeo 8C 2900B Carrozzeria Touring Spider (1937) en el Concours d'Elegance de Pebble Beach de 2005

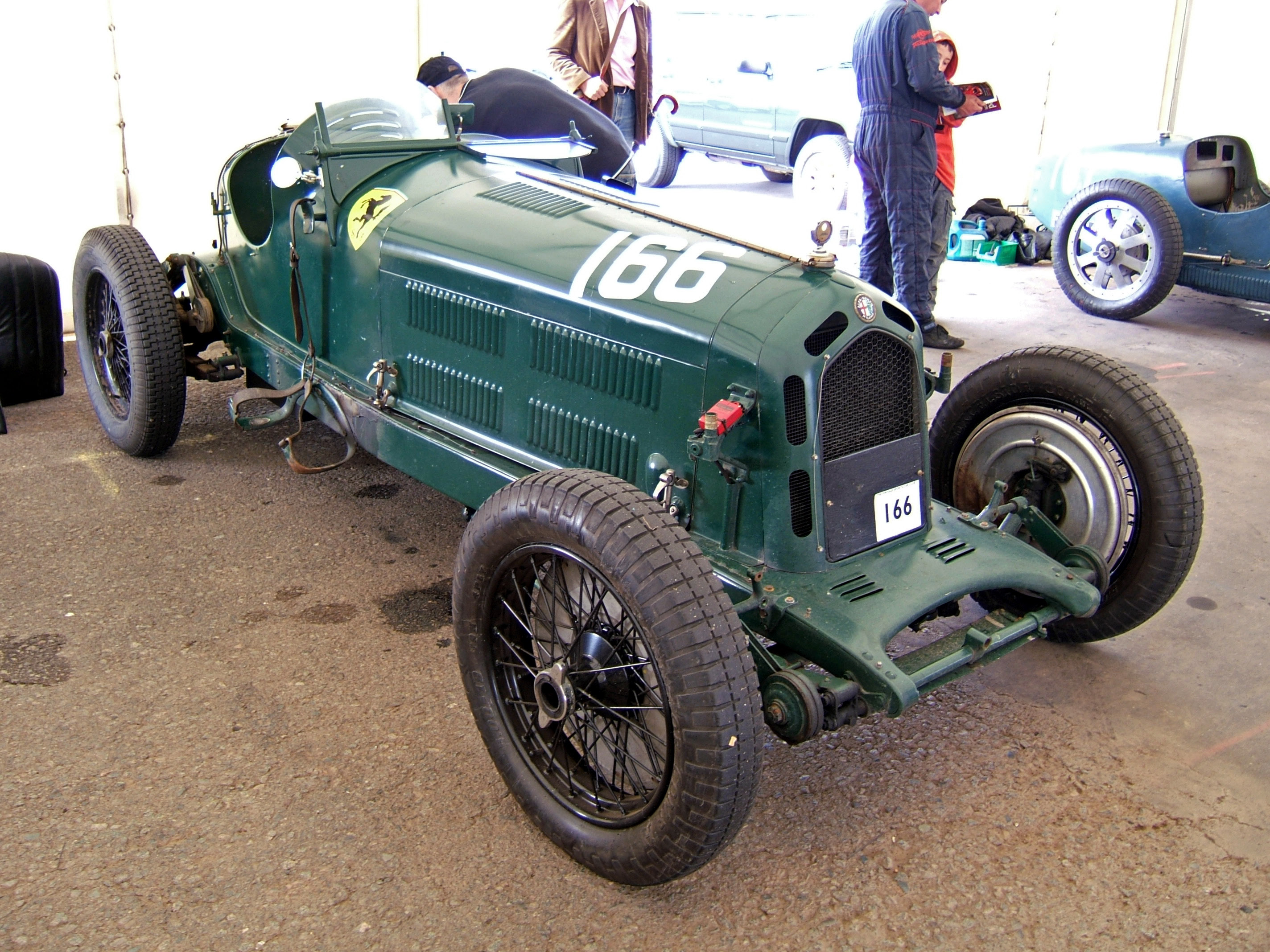
Alfa Romeo 8C 2600 de 1933 en Monza

El motor 8C entró por primera vez en las carreras de carretera de la Mille Miglia en 1931, tenía un cárter común, ahora con dos bloques con cuatro cilindros revestidos en aleación, que también incorporaba las cabezas. Muchas de las piezas eran las mismas que las usadas en el 6C 1750. No había ninguna cabeza separada, y ninguna junta de la cabeza fallando, pero esto hizo que el mantenimiento de las válvulas fuera más complicado. El motor 8C propulsó dos modelos, el 8C 2300 (1931-1935) y el aún más raro y caro 8C 2900 (1936-1941).
Al mismo tiempo, una vez que los coches de carreras ya no necesitaban llevar un mecánico, Alfa Romeo construyó el primer coche de carreras con sólo una plaza (monoplaza). Como una primera tentativa, el Monoposto Tipo A de 1931 usó un par de motores de 6 cilindros montados lado a lado en el chasis. Como el coche resultante era muy pesado y complejo, Jano proyectó un coche de carreras más adecuado y exitoso llamado Monoposto Tipo B (también conocido como P3) para la temporada 1932 del Grand Prix. El Tipo B demostró que era un coche vencedor, ganando inmediatamente su primera carrera en el Gran Premio de Italia, siendo propulsado por una versión ampliada del motor 8C, ahora con 2665 cc y con un par de sobrealimentadores en vez de uno solo.
Inicialmente, Alfa Romeo anunció que el 8C no iba a ser vendido a propietarios privados, pero en el otoño de 1931, Alfa Romeo lo vendió con un chasis de rodamiento en Lungo (largo) y Corto con precios que empezaban alrededor de las 1000 £. Los chasis fueron, juntamente con las carrocerías, construidos por una selección de constructores italianos como Zagato, Carrozzeria Touring, Carrozzeria Castagna, Pininfarina y Brianza, aunque Alfa Romeo también había construido algunas carrocerías. Alfa Romeo tenía una práctica de dar una carrocería nueva a los automóviles para los clientes, y algunos vehículos de carreras eran vendidos con carrocerías diferentes, siendo adaptados como vehículos de carretera. Algunos de los primeros dueños famosos fueron la baronesa Maud Thyssen de la familia Thyssen, el dueño de la compañía Piaggio, Andrea Piaggio, Raymond Sommer y Tazio Nuvolari.

## Modelos

### 8C 2300 (1931)
El primer modelo fue el 8C 2300 de 1931, el nombre era una referencia al motor del coche, con 2.3 L (2336 cc). El automóvil fue diseñado inicialmente para las carreras, pero también fueron producidas 188 unidades que fueron usadas como automóviles de carretera. Mientras la versión de carreras del 8C 2300 Spider, conducida por Tazio Nuvolari, ganó la carrera Targa Florio en Sicilia en 1931 y 1932, la victoria en Monza en el Gran Premio de Italia en 1931 dio el nombre "Monza" al coche GP con dos plazas, que era una versión acortada del Spider. Alfa Romeo frecuentemente añadía el nombre de los eventos ganados al nombre de un automóvil.

### 8C 2300 Tipo Le Mans (1931)

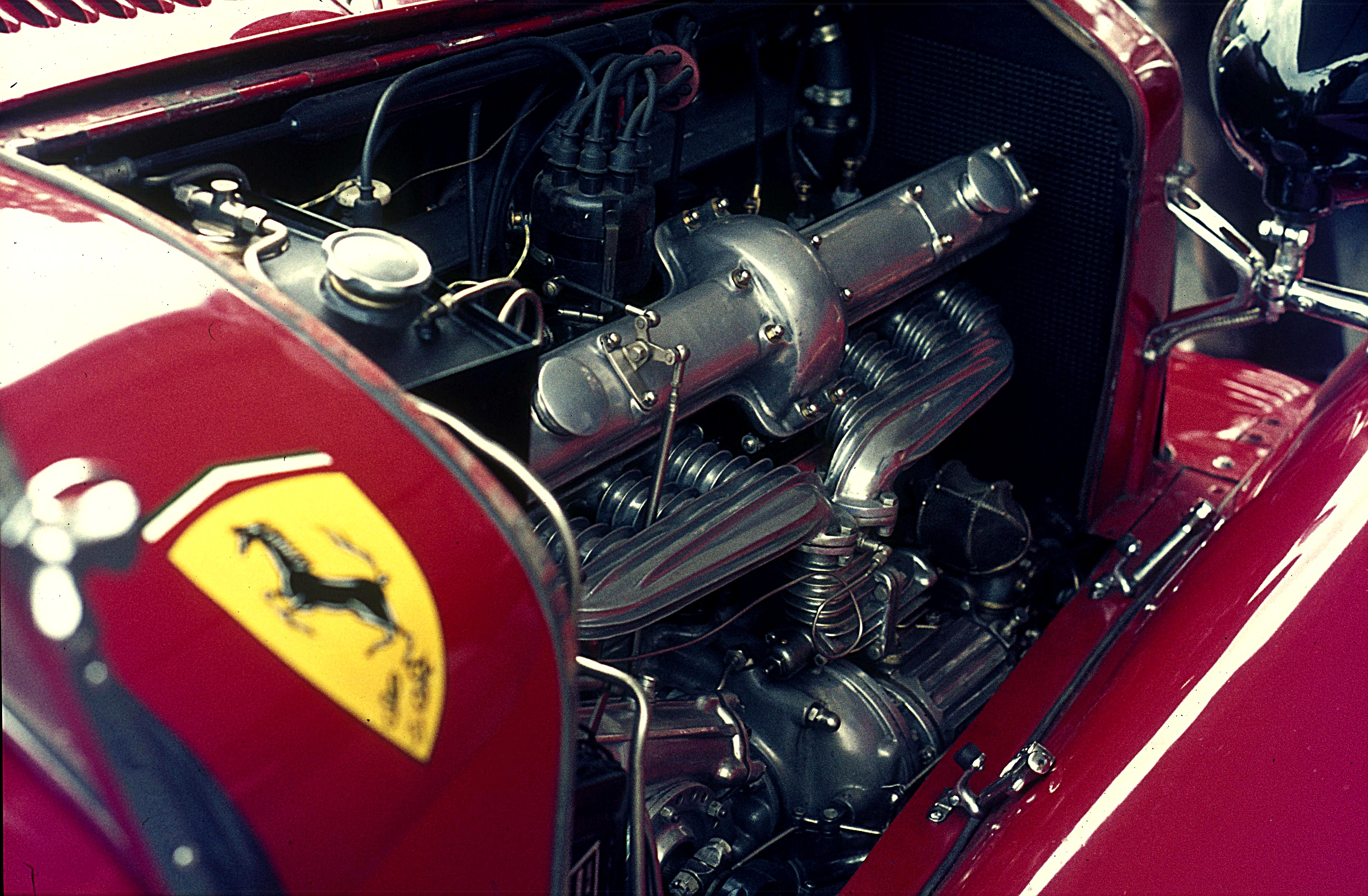
Motor 2300 con sobrealimentador Roots.

El 8C 2300 Tipo Le Mans era la versión deportiva del 8C 2300 y tuvo un inicio exitoso en la Eireann Cup de 1931, conducido por Henry Birkin. Ganó las 24 Horas de Le Mans en 1931 (con Howe y Birkin); 1932 (con Chinetti y Sommer); 1933 (con Nuvolari y Sommer) y 1934 (con Chinetti y Etancelin).
El modelo 8C 2300 Le Mans expuesto en el Museo de Alfa Romeo fue comprado por Henry Birkin en 1931 para ser usado en competiciones, pero no es el coche con el que Birkin y Howe ganaron las 24 Horas de Le Mans en 1931.

### 8C 2600 (1933)
En 1933, el motor DOHC sobrealimentado de 8 cilindros en línea, aumentado a 2,6 L para el Alfa Romeo Monoposto Tipo B, fue montado en el Scuderia Ferrari 8C Monzas. La Scuderia Ferrari había convertido en "semi oficial" el departamento de carreras de Alfa Romeo, que ya no entraba en carreras como una tentativa de la empresa, debido a la mala condición económica de la compañía. Con los 216 CV iniciales del motor 2.6, el Monoposto Tipo B (P3) podía acelerar hasta 100 km/h en menos de 7 segundos y podría finalmente llegar a los 217 km/h. En 1934 el motor de carreras se convirtió en un 2,9 litros.

### Monoposto 8C 35 Tipo C (1935)
8 versiones de 3,8 litros fueron individualmente construidas para carreras en cinco meses, la mayor parte de ellas usadas en el Alfa Romeo Monoposto 8C 35 Tipo C, de la Scuderia Ferrari (la denominación P3 fue abandonada). El 3,8 litros producía 330 CV a 5500 rpm y tenía 434 Nm de 900 a 5500 rpm. Usaba neumáticos Pirelli 5.25 o 5.50 x 19 al frente y 7.00 o 7.50 x 19 atrás. Aunque el Tipo C no conseguía ganar a Mercedes-Benz y Auto Union en los circuitos más rápidos, era mejor que ellos en los circuitos más apretados. En 1936, los Tipo C fueron equipados con un incómodo motor V12, y por eso, volvieron a equipar el 3,8 litros.

### Bimotore (1935)

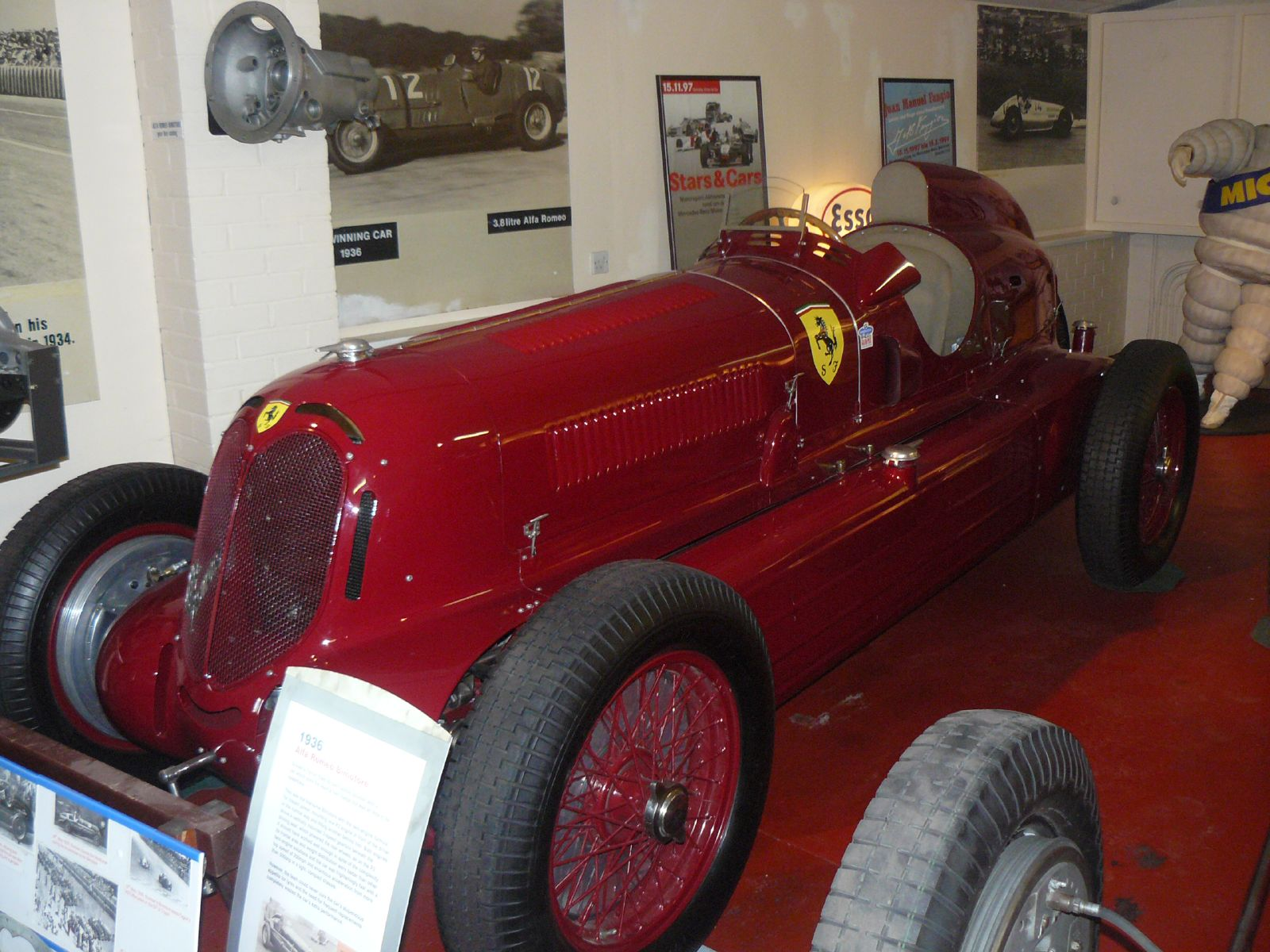
Alfa Romeo Bimotore de la Scuderia Ferrari (1935).

En 1935, para competir con Mercedes-Benz y Auto Union, Enzo Ferrari (el gerente del equipo de carreras) y Luigi Bazzi (diseñador) construyeron un automóvil de carreras con dos motores de 3,2 L (3165 cc), uno al frente y otro atrás, proporcionando 6,3 litros y 540 CV. Nunca pudo tener éxito contra el Mercedes-Benz W25 B de Rudolf Caracciola, y gastaba mucho combustible y muchos neumáticos. El 12 de mayo de 1935, dos Bimotore que fueron inscritos en el Gran Premio de Trípoli conducidos por Tazio Nuvolari y Louis Chiron, acabaron en cuarta y quinta posición. Chiron consiguió quedar segundo en la carrera Avus de 1935. El 16 de junio de 1935, Nuvolari condujo un Bimotore especialmente preparado desde Florencia hasta Livorno y definió un nuevo récord de velocidad de 364 km/h y una velocidad media de 323 km/h. Tras eso fue dejado de lado en favor del Tipo C.

### 8C 2900A (1936)

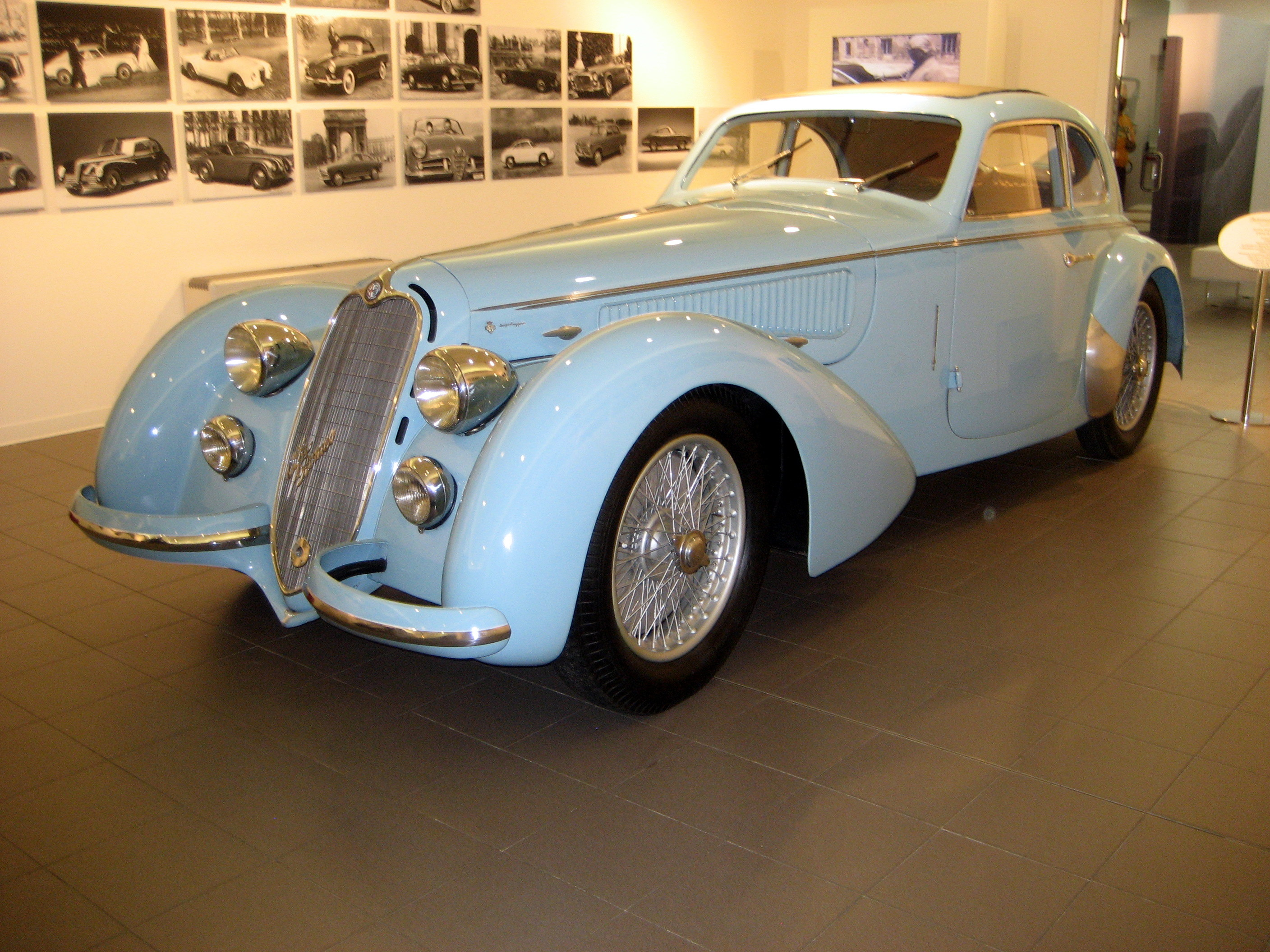
Alfa Romeo 8C 2900B Lungo (batalla larga) del Museo Storico Alfa Romeo, con carrocería Superleggera, de Carrozzeria Touring.

En 1936 fue introducido el modelo 8C 2900A, como una versión de dos plazas del automóvil de carreras 8C 35, con la caja de cambios montada en la parte trasera y una suspensión completamente independiente. El 8C 2900A era también un automóvil de carreras destinado a la categoría de automóvil deportivo. Fueron construidos menos de una docena de 8C 2900A, este fue seguido por el 8C 2900B, muy similar al anterior pero se vendieron alrededor de 30 unidades como automóviles de carretera. Al mismo tiempo, el 3.2 Tipo B de Alfa Romeo se hacía poco competitivo, aunque Tazio Nuvolari había conseguido la hazaña de ganar el Gran Premio de Alemania en Nürburgring al volante de un 3.2 Tipo B contra los más potentes Mercedes-Benz y Auto Union.

### 8C 2900B Mille Miglia Roadster (1938)
El Alfa Romeo 8C 2900B Mille Miglia Roadster (o Spider) de 1938 tenía un motor de 2,9 litros con 225 CV y transmisión no sincronizada con cuatro velocidades y marcha atrás, y fue usado en la Mille Miglia de 1938. En la Mille Miglia de 1938, Clemente Biondetti y Carlo Pintacuda quedaron con las dos primeras posiciones. El coche de Biondetti usó un motor con 300 CV (220 kW) del Tipo 308, mientras que el de Pintacuda usó uno de 225 CV (168 kW) del 8C 2900B.
En 1938, el 2900B, con 180 CV (la versión con 225 CV era de carreras) era considerado el automóvil de producción más rápido del mundo.
La última vez que un 8C 2900B Mille Miglia Roadster fue subastado, en agosto de 1999, costó cuatro millones y setenta y dos mil dólares americanos, convirtiéndose en uno de los diez automóviles más caros alguna vez subastado.

### 8C 2900B Le Mans Speciale (1938)

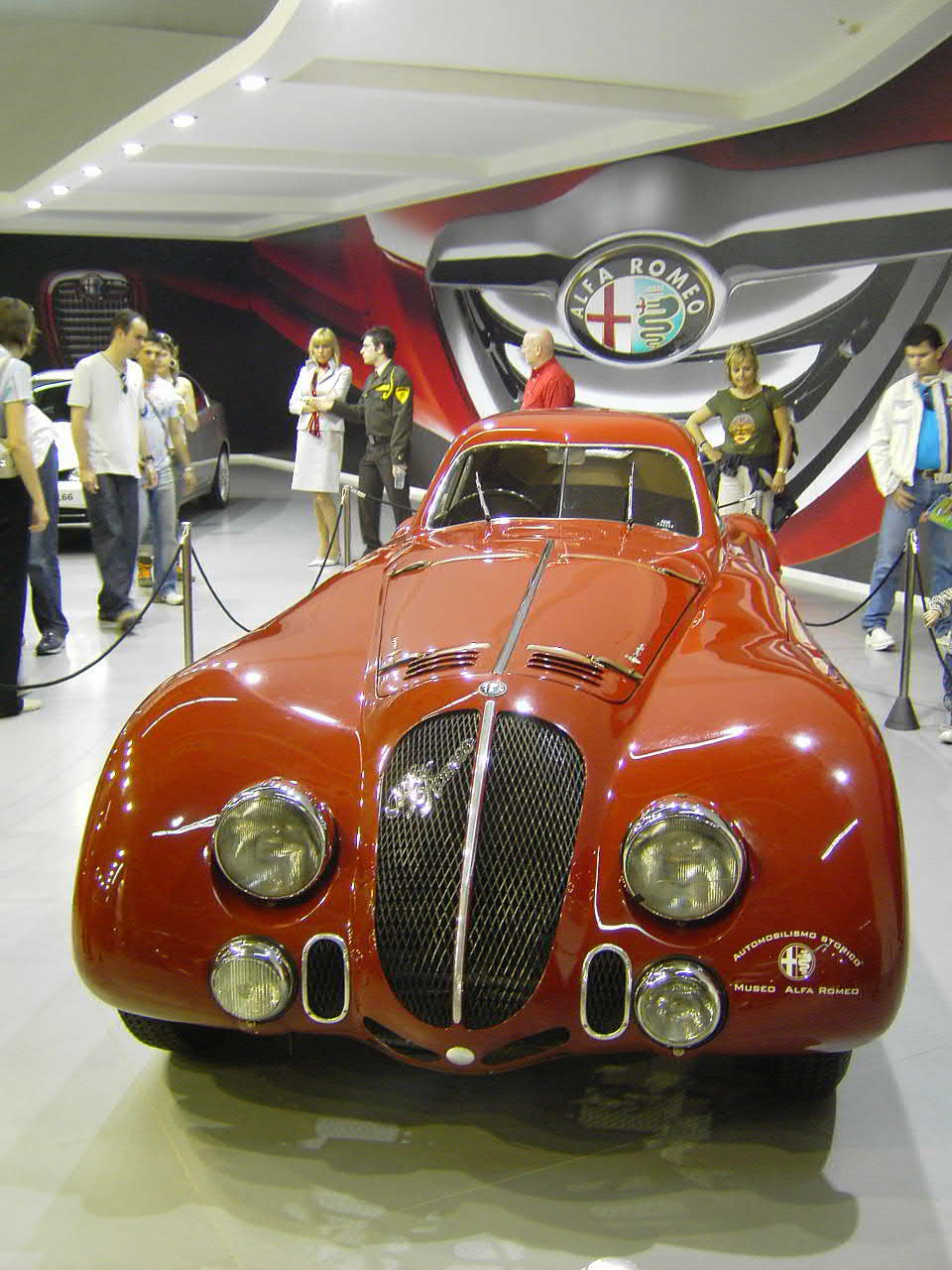
Alfa Romeo 8C 2900B Le Mans

Alfa Corse, el departamento de carreras creado por Alfa Romeo, tras haber comprado las acciones de la Scuderia Ferrari, inscribió un único 8C 2900B en la edición de 1938 de la carrera de Le Mans. El automóvil presentaba una carrocería coupé simplificada, pero muy innovadora, cuando los automóviles de carreras de Le Mans eran casi siempre abiertos. El coupé aerodinámico fue construido por Touring. En 1987, una revista italiana probó el automóvil en el túnel de viento de Pininfarina, donde se midió un Cx de 0,42, hasta 0,38 con tomas de aire cerradas. El coupé tuvo un rendimiento particularmente bueno en el inicio, ganando una distancia de 160 km al coche siguiente, en el que hubo un problema en los neumáticos seguido de una válvula partida. Esta fue la única vez que el coupé corrió oficialmente. Después de la Segunda Guerra Mundial, entró en carreras más pequeñas bajo propiedad privada. Después, fue expuesto en el museo Donington a partir de los años 60 antes de ser añadido al Museo de Alfa Romeo, que ahora corre con él en muchos eventos.